# Jerron McMillian
Jerron McMillian (Hillside, 2 aprile 1989) è un giocatore di football americano statunitense che gioca nel ruolo di safety per i Green Bay Packers della National Football League. Fu scelto nel corso del quarto giro (133º assoluto) del Draft NFL 2012 dai Packers. Al college ha giocato a football all'Università del Maine.

## Carriera professionistica

### Green Bay Packers
McMillian fu scelto come 133º assoluto nel Draft 2012 dai Packers, la scelta più alta nella storia dell'Università del Maine. Nella sua stagione da rookie giocò tutte le 16 gare, nessuna delle quali come titolare, mettendo a segno 27 tackle e un intercetto.

## Vittorie e premi
Nessuno
| Partite totali      | 16 |
| Partite da titolare | 0  |
| Tackle              | 27 |
| Sack                | 0  |
| Intercetti          | 1  |
| Fumble forzati      | 0  |